# Route nationale 307
Die Route nationale 307, kurz N 307 oder RN 307, war eine französische Nationalstraße, die von 1933 bis 1991 vom Porte de Saint-Cloud am Boulevard périphérique nach Mareil-sur-Mauldre führte. Ihre Länge betrug 31 Kilometer. Vor der Festlegung wurde die Straße zwischen Paris und der Seinebrücke in Boulogne-Billancourt als RD 2 bezeichnet. Die Ortsdurchfahrt von Saint-Cloud zwischen der N 187 und N 185 stammt von der N 185; westlich anschließend hieß die Straße zuvor Gc 70.

## Seitenäste

### N 307a
Die Route nationale 307A, kurz N 307A oder RN 307A, war von 1933 bis 1973 ein Seitenast der N 307, der in Garches von dieser abzweigte und zur Nationalstraße 10 in Sèvres führte. Die Straße wurde bis 1978 zur Nationalstraße 407 umgewidmet und 1982 dann abgestuft. Ihre Länge betrug 3,5 Kilometer.

### N 307b
Die Route nationale 307B, kurz N 307B oder RN 307B, war von 1969 bis 1978 ein Seitenast der N 307, der aus dieser entstand, als die N 307 auf eine südlichere Trasse durch den Bau einer niveaufreien Kreuzung samt Anschlussstelle mit der Nationalstraße 184 verlegt wurde. 1978 wurde die Straße zur Nationalstraße 317 umgewidmet und 1991 zur Départementsstraße 317 abgestuft.